# Hugo Toeppen
Hugo Anton Toeppen (Sompolno, 8 ottobre 1853 – Riverside, 26 settembre 1933) è stato un lottatore statunitense.
Partecipò alle gare di lotta dei pesi piuma ai Giochi olimpici di Saint Louis 1904, dove fu sconfitto ai sedicesimi da Edward Babcock. Prese parte anche alle gare della categoria pesi welter, in cui fu sconfitto da Otto Roehm ai quarti.
Era il padre di Manfred Toeppen, pallanuotista olimpico nella stessa Olimpiade.